# آرثر جاي ديوي
آرثر جاي ديوي (بالإنجليزية: Arthur J. Dewey)‏ هو عالم عقيدة أمريكي، ولد في 1947.